# تپه سیاه
تپه سیاه مربوط به دوره هخامنشی است و در شهرستان بهبهان، بخش مرکزی، دهستان حومه، ۵ کیلومتری جنوب غرب روستای امام رضا واقع شده و این اثر در تاریخ ۱ مرداد ۱۳۸۶ با شمارهٔ ثبت ۱۹۲۸۵ به‌عنوان یکی از آثار ملی ایران به ثبت رسیده است.